# Colorado do Oeste
Colorado do Oeste  é um município brasileiro do estado de Rondônia. Localiza-se a uma latitude 13º07'00" sul e a uma longitude 60º32'30" oeste, estando a uma altitude de 460 metros.
Sua população segundo o censo 2010 é de 18.338 habitantes. No tocante à esfera judicial, o município de Colorado do Oeste é a sede da comarca, cuja jurisdição agrega o município vizinho de Cabixi/RO.
Slogan: 'Cidade Amizade' (by Josué C. Moraes - 1987)

## História
Colorado do Oeste, situado no sul de Rondônia, teve sua origem no ano de 1973, quando 36 colonos de diversas partes do país, atraídos pela terra fértil, se fixaram na região do Rio Colorado para exploração agrícola.
Criado o Projeto Paulo de Assis Ribeiro, inicia-se por meio do INCRA, o processo seletivo para o assentamento das famílias para ocuparem a terra. Em 1975 foram as primeiras 36 famílias, intensificando o processo de assentamento em 1976, com mais de 3.500 famílias atraídas do Sul do País, totalizando em 1979, 4.500 famílias, com módulos agrícolas de aproximadamente 100ha.
Uma curiosidade diz respeito à localização atual da cidade que difere alguns quilômetros do projeto inicial de fixação do município, fato justificado diante da recusa dos pioneiros em se afastar da região que era ricamente abastecida por recursos hídricos.
O município foi criado pela Lei nº 6.921, de 16 de junho de 1981, assinada pelo Presidente da República João Baptista Figueiredo.
Teve como primeiro admistrador o Sr João Nunes De Morais, no qual foi nomeado pelo governador General Jorge Teixeira De Oliveira.

## Geografia
Possui uma área de 1442,4 km² que representa 0,65% do estado de Rondônia.

### Clima
Tropical quente e úmido, com estação seca de junho a outubro e índice pluviométrico de aproximadamente 1 900 mm/ano. Temperatura média anual 22 °C, com máximas de até 40 °C e mínima chegando até os 10 °C nos meses mais frios, quando ocorre o fenômeno da friagem de junho a setembro.

## Educação
Dentre as escolas estaduais, municipais e particulares, destacam-se
- Escola Municipal de Ensino Fundamental Governador Angelo Angelin — pública
- Escola Municipal de Ensino Fundamental Julieta Vilela Velozo — pública
- Escola Municipal de Ensino Fundamental Prefeito Marcos Donadon — pública
- Escola Municipal de Ensino Fundamental e Médio 16 de Junho — pública
- Escola Estadual de Ensino Fundamental e Médio Manuel Bandeira — pública
- Escola Estadual de Ensino Fundamental e Médio Paulo de Assis Ribeiro — pública
- Creche Municipal Pingo de Gente — pública
- Escola Municipal de Ensino Fundamental Prof.ª Clair da Silva Weyh — pública
- Escola Municipal de Ensino Fundamental Dom João VI — pública
- Escola Municipal de Ensino Fundamental Getúlio Vargas — pública
- Escola Municipal de Ensino Fundamental Gilberto Amado — pública
- Escola Municipal de Ensino Fundamental Planalto — pública
- Escola Municipal de Ensino Infantil e Fundamental Tarsila do Amaral — pública
- CEEJA Tancredo de Almeida Neves — pública

Ensino superior
- FAEL - Colorado do Oeste, RO
- Instituto Federal de Rondônia (IFRO) - Campus de Colorado do Oeste — pública

## Comunicação

### Televisão
- TV Colorado - (Rede Globo) - canal 15
- TV Meridional - (Band) - canal 44
- TV Allamanda - (SBT) - canal 46

### Rádio
- Rádio Clube FM (Cone Sul) - 100,9 FM (Rede Clube FM Brasil)
- Rádio Massa FM - 94,1 FM (Rede Massa FM)
- Rádio Integração FM - 105,9 FM